# استویا

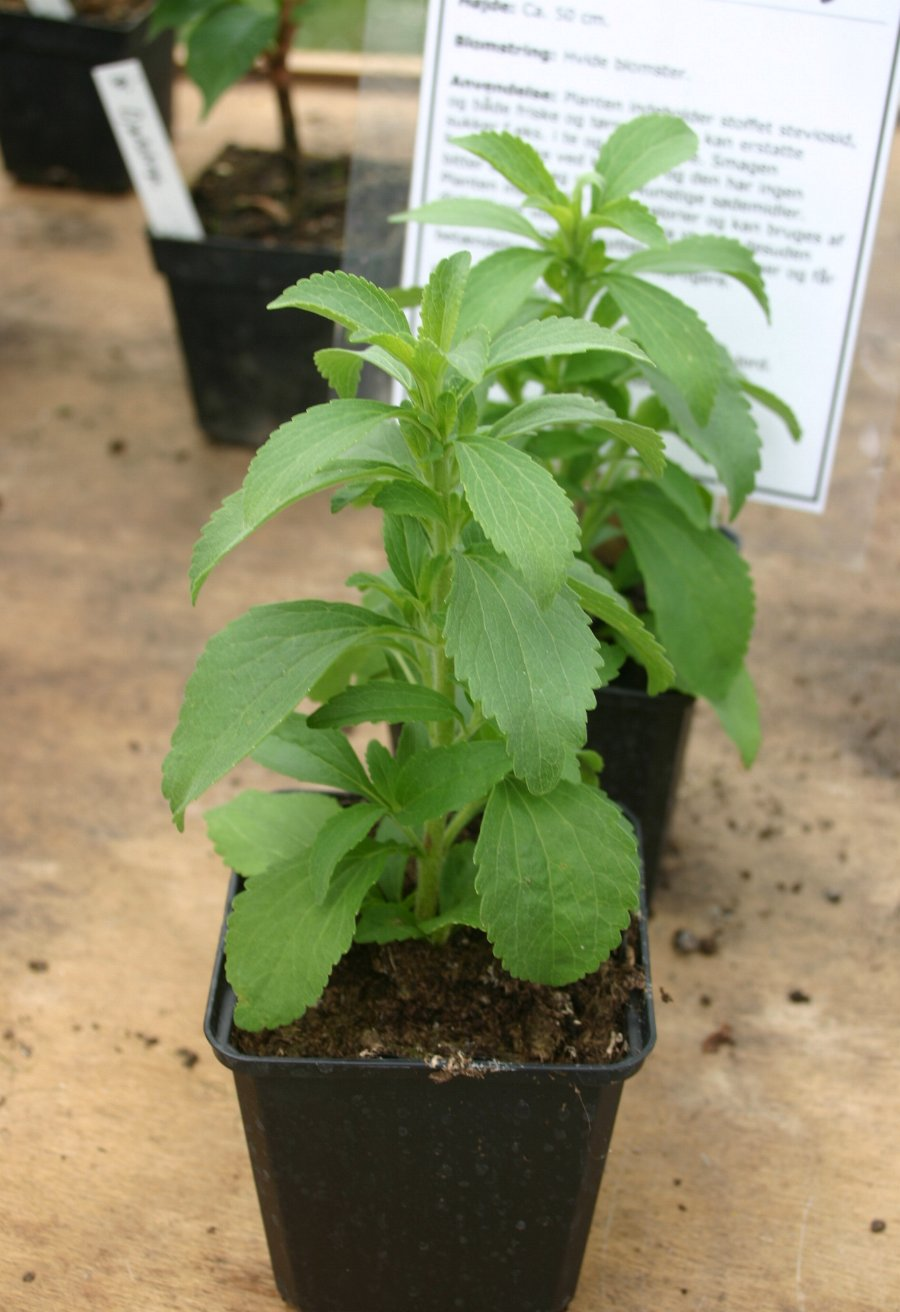
گیاه شیرین‌برگ

شیرین‌برگ یا استویا ربادیانا (نام علمی: Stevia rebaudiana) گیاهی از تیره کاسنیان با نهایت ارتفاع یک متر، و حداکثر عمر پنج سال با برگ‌های شیرین که بومی آمریکای جنوبی بوده و تاب سرما ندارد. گیاه شیرین‌برگ شیرین‌کننده است و جایگزین بسیاری خوبی برای شکر محسوب می‌شود چرا که کالری ای به غذا اضافه نمی‌کند. در واقع ترکیب قندی موجود در استویا، در دستگاه گوارش انسان، جذب نمی‌شود. این گیاه به‌طور معمول برای بهتر کردن طعم دارو و چای استفاده می‌شود. از پودر خالص شده عصاره گیاه استویا نیز در صنایع غذایی، تولید انواع شیرینی و شکلات استفاده می‌شود. 
گیاه شیرین‌برگ بومی نواحی شمالی آمریکای جنوبی است و به‌طور وحشی در سرزمین‌های بلند مناطق مرزی بین برزیل و پاراگوئه می‌روید و در آن مناطق به گیاه «برگ عسلی» (honey leaf) معروف است. به دلیل خاصیت شیرین‌کنندگی و درمانی برگ شیرین‌برگ، این گیاه به شدت از نظر اقتصادی و علمی مورد توجه قرار دارد. ژاپن اولین کشور آسیایی بود که در سال ۱۹۷۰ از استه‌ویوساید به عنوان شیرین‌کننده در صنایع غذایی و دارویی استفاده کرد. پس از آن کشت استویا در چین، مالزی، سنگاپور، کره جنوبی، تایوان و تایلند گسترش یافت. این گیاه در آمریکا، کانادا و اروپا نیز رشد می‌کند.
شیرین‌برگ مناسب مناطق جنوبی ایران یا کشت گلخانه‌ای است. شیرینی قند حاصل از برگ این گیاه ۲۵۰ تا ۳۰۰ برابر دیگر گیاهان قند ساز چون نیشکر و چغندر قند و میزان قند موجود در آن ۱۵۰ برابر آنهاست. در اصفهان به روش کشت بافت تکثیر شده و به‌سرعت وارد صنعت گزسازی گردیده‌است. این قند جایگزین مناسبی برای شیرین کننده‌های مصنوعی چون آسپارتام، سدیم ساخارین و سیکلامات بوده چون قابلیت جذب کمتری دارد به کاهش قند خون و فشار خون یاری رساند.
پاراگوئه، برزیل، چین، تایوان، کره جنوبی و مالزی از مهم‌ترین کشورهای تولیدکننده استویا هستند. خاک کم شور، بهترین خاک برای کشت استویاست.
عصاره استویا در صنایع شیرینی‌سازی، پزشکی و دیگر صنایع خوراکی کاربرد دارد. برای اولین بار در ایران کارخانه تولید شیرین‌کننده استویا در اصفهان با ظرفیت تولید سالانه ۳۰۰ تن RebA-97% و TSG-95% در حال راه اندازی می‌باشد.

## شیرینی
استویا به عنوان یک شیرین‌کننده بسته‌بندی و مصرف می‌شود. استویا در برخی از غذاها مانند آب نبات، سوهان، نوشابه‌های پروتئینی و چای به عنوان شیرین‌کننده استفاده می‌شود. در برخی از کشورها، مانند ژاپن، استویا برای چندین دهه به عنوان یک شیرین‌کننده استفاده شده است. در برخی از کشورها نیز شیرین‌برگ به دلیل نگرانی در مورد عوارض جانبی آن یا انواع محدودیت‌ها، به‌طور کامل ممنوع شده‌است. کالری گیاه شیرین‌برگ صفر است، و عصاره آن ۲۰۰ برابر شیرین تر از قند است.
شیرینی شیرین‌برگ با توجه به ترکیبات مختلف گلیکوزید، که شامل stevioside, steviolbioside, rebaudiosides AE، و dulcoside است سنجیده می‌شود.
گلیکوزیدهایی که در استویا موجود هستند، توسط بدن متابولیزه نمی‌شود، در نتیجه هیچ کالری تولید نمی‌کنند. مصرف استویا صفر کالری یک راه خوب برای یک رژیم غذایی سالم است.
شیرین‌برگ ممکن است برای بیماران دیابتی مفید باشد. مطالعات نشان می‌دهد که شیرین کننده‌های شیرین‌برگ هیچ کالری یا کربوهیدراتی به رژیم غذایی اضافه نمی‌کند.
برخلاف شکر، شیرین‌برگ تأثیری بر قند خون یا واکنشی به انسولین نشان نمی‌دهد. پس به بیماران دیابتی این اجازه را می‌دهد تا بدون هیچ دغدغه‌ای از این گیاه به عنوان شیرین‌کننده و طعم‌دهنده استفاده کنند.
تحقیقات نشان می‌دهد که برخی از گلیکوزیدهایی که در عصاره استویا وجود دارند به تولید ادرار و دفع سدیم کمک می‌کند. در دوز بالای مصرف شیرین‌برگ حتی می‌تواند به عنوان کاهش دهند فشار خون هم عمل نماید.
شیرین‌برگ و دیگر شیرین کننده‌های مصنوعی توسط FDA تأیید شده‌است؛ و مصرف در حد تعادل آن هیچ خطری برای سلامتی ندارد.
مؤسسه ملی سرطان گزارش شده‌است که هیچ شواهد علمی که ادعاهای قبلی مبنی بر اینکه که شیرین کننده‌های مصنوعی ممکن است باعث سرطان شود را تأیید نمی‌کند. تا تحقیقات بیشتر، زنان باردار و شیرده نباید شیرین‌برگ را مصرف کنند.